# RT-23
Die RT-23 Molodez (russ. молодец „Prachtkerl“), auch unter dem NATO-Codenamen SS-24 Scalpel bekannt, war eine Interkontinentalrakete (silogestützt oder Eisenbahnraketenkomplex) der Strategischen Raketentruppen der Sowjetunion. Sie war bis 2005 bei den Russischen Streitkräften in Dienst.

## Geschichte
Die RT-23 wurde in der Sowjetunion in der Zeit des Kalten Krieges mit dem Ziel entwickelt, über eine Feststoffinterkontinentalrakete mit unterschiedlichen Startmöglichkeiten zu verfügen. Es waren drei Varianten geplant, von denen jedoch nur die Startvariante von einem Raketensilo aus sowie die mobile Variante auf einem Eisenbahnwaggon verwirklicht wurden. Eine weitere mobile Version mit einem Straßenfahrzeug als Startbasis (TEL) wurde nicht umgesetzt, aber als MAZ-7906 und MAZ-7907 geplant. Die mobile Variante machte es möglichen Feinden schwerer, die Raketenstartbasen zu lokalisieren und zu verfolgen. Die RT-23 war das sowjetische Gegenstück zur US-amerikanischen LGM-118A Peacekeeper.
Die RT-23 wurde ab 1982 getestet und ab 1989 in beiden Versionen stationiert. 1985 wurde in der US-amerikanischen Soviet Military Power eine Farbzeichnung des Eisenbahnraketenkomplexes RT-23 nach den Vorstellungen des Pentagons erstmals veröffentlicht. Insgesamt wurden 96 Raketen in Dienst gestellt, davon 36 mobile und 56 silogestützte Einheiten. Die Stationierungsorte für das mobile System waren Kostroma (12), Berschet (9) und Krasnojarsk (12), allesamt in der RSFSR. Silogestützte Raketen wurden in Perwomajsk in der Ukraine (46) und im russischen Tatischchewo (10) in ehemaligen UR-100N-Silos (SS-19 Stiletto) stationiert. Der Großteil der beteiligten Produktionsbetriebe befand sich auf dem Gebiet der heutigen Ukraine. Dies führte nach dem Zerfall der Sowjetunion zur Einstellung der Produktion dieses Raketentyps. Ende 1991 waren 92 Raketen im aktiven Dienst, davon 56 in Raketensilos und die restlichen eisenbahngestützt. Die Ukraine hat bis 1996 alle Kernwaffen einschließlich der RT-23 außer Dienst gestellt. Es war geplant, die RT-23 im Rahmen des START II (Strategic Arms Reduction Treaty) aus dem aktiven Dienst zu entfernen. START II wurde allerdings nicht ratifiziert, so dass die RT-23 noch längere Zeit im Dienst der russischen Streitkräfte blieben. 2005 wurden die letzten aktiven Raketen außer Dienst gestellt. Das Vernichten der Raketen stellte sich als schwieriger heraus als die bloße Außerdienststellung, da es durch das Abbrennen der Raketenstufen am Boden geschah. Im April 2008 wurde die letzte Stufe einer RT-23 in einer Anlage bei Perm vernichtet.

## Technik
Die RT-23 war eine dreistufige Feststoffrakete mit einem aus zehn nuklearen Sprengköpfen (zu je 400 KT Sprengkraft) bestehenden Mehrfachsprengkopf/MIRV. Die Rakete existierte in zwei Versionen, die sich durch die Art der Startbasis unterschieden. Die Rakete konnte je nach Version von einem Silo oder von einem mobilen Schienenfahrzeug aus gestartet werden. Bei der mobilen Version befand sich die Rakete in einem Transport-Start-Kanister, der zum Start der Rakete auf einem dafür vorgesehenen Eisenbahnwaggon in die vertikale Position gebracht wurde. Die mobile Version der Rakete wurde mittels eines Gasgenerators mit Festtreibstoff gestartet.
Die erste Stufe der silogestützten Version benutzte eine rotierende Düse, während die mobile Version eine feste Düse hatte, die teilweise in der Brennkammer des Motors angesiedelt war. Die Triebwerke der zweiten und dritten Stufe benutzten eine während des Fluges ausziehbare Düse, um den Schub des Motors zu erhöhen, ohne die allgemeinen Abmessungen der Rakete vergrößern zu müssen. Die Rakete wurde in der ersten Stufe durch die Schwenkung der Düse während des Fluges gesteuert. Die zweite und dritte Stufe benutzten aerodynamische Schaufeln zur Steuerung. Bei beiden Versionen diente ein computergekoppeltes Trägheitsnavigationssystem zur Navigation. Die zehn Sprengköpfe hatten jeweils ein eigenes Antriebs- sowie Lenkungs-/Kontrollsystem. Die Steuerung der SS-24 erfolgte mittels einer Trägheitsnavigationsplattform. Mit diesem System sollte eine Treffergenauigkeit (CEP) von 185 bis 500 Metern erreicht werden (je nach Distanz).